# معجزه خاموش
معجزهٔ خاموش نام آلبوم موسیقی اثر داریوش اقبالی، خوانندهٔ ایرانی است. این آلبوم به‌طور رسمی از ۱۵ ژانویهٔ ۲۰۰۹ (۲۵ دی ۱۳۸۷) به بازار عرضه شد.

## فهرست تک‌آهنگ‌ها
| نام ترانه   | ترانه‌سرا         | آهنگساز       | تنظیم           |
| ----------- | ---------------- | ------------- | --------------- |
| شطرنج       | روزبه بمانی      | داریوش اقبالی | هومن محمدی      |
| تقویم       | اردلان سرفراز    | فرید زلاند    | منوچهر چشم‌آذر   |
| ساعت شوم    | ایرج جنتی عطایی  | بابک سعیدی    | بابک سعیدی      |
| شب‌تاب       | شهیار قنبری      | فرید زلاند    | واهان اسکندریان |
| دل‌تنگم      | ایرج جنتی عطایی  | بابک سعیدی    | بابک سعیدی      |
| معجزهٔ خاموش | ایرج جنتی‌ عطایی  | بابک سعیدی    | بابک سعیدی      |
| همدرد       | منوچهر نامورآزاد | محمد شمس      | تیگران ساکیان   |
| تصویر رؤیا  | روزبه بمانی      | مهدی یراحی    | بهروز صفاریان   |
| آواز پری‌ها  | ایرج جنتی عطایی  | فرید زلاند    | واهان اسکندریان |
| راهی        | اردلان سرفراز    | فرید زلاند    | واهان اسکندریان |